# Komorendrossel
Die Komorendrossel (Turdus bewsheri)  ist ein Singvogel aus der Familie der Drosseln (Turdidae).
Das Artepitheton bezieht sich auf Charles Edward Bewsher.

## Vorkommen
Die Komorendrossel kommt auf den Komoren und auf Mayotte vor.
Sie bevorzugt bewaldete Gebiete.

## Merkmale
Der Vogel misst 22–24 cm, wiegt 57–68 g. Die Oberseite ist einfarbig olivbraun, weiß an Kinn und Kehle, graue Brust, weiß gefleckter Bauch. Der Schnabel ist grau, die Beine gelblich.

## Geografische Variation
Es werden folgende Unterarten anerkannt:
- T. b. comorensis Milne-Edwards & Oustalet, 1885 – Grande Comore
- T. b. moheliensis Benson, 1960 – Mohéli
- T. b. bewsheri Newton, 1877, Nominatform – Anjouan

## Verhalten
Der Vogel ernährt sich von Samen, Früchten, kleinen Insekten und Käfern.
Die Brutzeit liegt zwischen August und Oktober.

## Gefährdungssituation
Die Komorendrossel gilt als nicht gefährdet (Least Concern).